# Efecto Jennifer y John
El efecto Jennifer y John hace referencia a un experimento realizado por la Universidad de Yale en 2012, donde se pedía a docentes cualificados de los departamentos de ciencias (física, química y biología) de seis universidades de investigación norteamericanas, que valoraran la solicitud presentada por un estudiante (John) o una estudiante (Jennifer) ficticios, para ocupar, en sus departamentos, el cargo lab manager. Una de las peculiaridades del experimento era que la documentación que evaluaban era la misma y solo se diferenciaba el nombre y sexo de la persona solicitante.

## Estudio
Para el estudio, se escogieron tres zonas geográficas diferentes y, dentro de cada zona, dos grandes universidades, una pública y otra privada. Los seis centros universitarios están muy bien valorados y, los responsables de los departamentos a quién enviaron la documentación, están consideradas como personas de muy alta productividad científica. En total, se envió la documentación a 127 responsables: a 63 se los envió la de Jennifer y, a 64, la de John.
A cada responsable se les pidió la valoración de la documentación enviada, en función de tres aspectos (en una escala de 1 a 7): competencia (competence), contratabilidad (hireability) y nivel de tutorización (mentoring); también se les pidió qué remuneración consideraban que se tenía que asignar al estudiante en cuestión, en función de sus méritos. Cómo es lógico, el sexo del responsable también se registró como posible factor de valoración.
En los datos obtenidos se les aplicó, en primer lugar, un análisis de la varianza de dos factores: sexo del estudiante y sexo del responsable. 
En todos los casos, los factores aplicados en cada una de las variables medidas, el único que resultó significativo, fue el sexo del estudiante. 
También realizaron un análisis denominado «de moderación», para evaluar la incidencia de factores que disminuyan o aumenten el efecto demostrado. Por este motivo, aplicaron a los responsables de la evaluación de las solicitudes un «test de sexismo» (Modern sexism scale) para determinar si el grado de «negatividad no intencionada hacia las mujeres» (es decir, de menosprecio inconsciente de las mujeres) incidía en la percepción de su competencia. 

### Resultados
1. Jennifer fue significativamente (p<0,01) peor valorada que John en los tres aspectos y también fue merecedora de una remuneración más baja.
Los test de efectos simples pusieron de manifiesto que Jennifer era menos competente (p<0,001) y menos contratable (p<0,001) que John, y el/la responsable estaba dispuesto a dedicarle menos tiempo de tutoría (p<0,001). En el aspecto relativo al salario, estaba dispuesto/a a pagar 26 508 USD a Jennifer, mientras que a John le hubieran pagado 30 238 USD. La diferencia es superior al 10 % y es estadísticamente significativa (p<0,01). 
La mayor contratabilidad de John se debe a, simplemente, que es percibido como más competente que Jennifer.
2. El sexo de los responsables que evaluaron las solicitudes no ejerció efectos significativos.
Esto quiere decir que Jennifer no fue mejor valorada por las responsables que por los responsables; y tampoco ejerció ningún efecto el rango académico, el campo científico o la edad de las personas evaluadoras. Así pues, John fue mejor valorado a todos los efectos.
Los y las responsables de la evaluación con un sesgo sutil contra las mujeres más intenso, fueron los que percibieron a Jennifer como menos competente y menos contratable; también fueron quién menos tiempo le hubieran dedicado a la tutorización. Aun así, no valoraron peor a John en ninguna de estas formas.

### Conclusiones
- Constatan la existencia de un sesgo de género en la valoración de la competencia de jóvenes aspirantes a científicos y científicas profesionales.
- La percepción de menor competencia femenina es responsable de que las jóvenes tengan menos opciones de ser seleccionadas para cargos de formación en investigación científica.
- El sesgo de género tiene carácter general; afecta por igual a mujeres y hombres, así como personas académicas de diferentes edades, especialidades y rangos; es por eso que se trata, seguramente, de un sesgo generado por los estereotipos culturales muy extendidos, y no por una intención de perjudicar a las mujeres de manera consciente.[1]